# Llista de topònims de Miravet
Llista de topònims (noms propis de lloc) del municipi de Miravet, a la Ribera d'Ebre
Informació actualitzada per un bot. Els canvis manuals es perdran quan s'actualitzi!

## cabana
| imatge | Nom                           | Ubicat a | instància de | Detalls | coordenades                                                          | Protecció | Commons (més fotos) | Dades a WD                    |
| ------ | ----------------------------- | -------- | ------------ | ------- | -------------------------------------------------------------------- | --------- | ------------------- | ----------------------------- |
|        | Hort de Sant Sebastià         | Miravet  | cabana       |         | 41° 02′ 52″ N, 0° 36′ 24″ E / 41.0476855974479°N,0.606797754631491°E |           |                     | Modifica les dades a Wikidata |
|        | Sénia de Burot                | Miravet  | cabana       |         | 41° 02′ 33″ N, 0° 36′ 23″ E / 41.0425043606106°N,0.606259872900729°E |           |                     | Modifica les dades a Wikidata |
|        | Sénia de Gorreta              | Miravet  | cabana       |         | 41° 02′ 42″ N, 0° 36′ 42″ E / 41.0450691661979°N,0.6117941881118°E   |           |                     | Modifica les dades a Wikidata |
|        | Sénia de Minguilla            | Miravet  | cabana       |         | 41° 02′ 40″ N, 0° 36′ 39″ E / 41.0444432160165°N,0.610710414917928°E |           |                     | Modifica les dades a Wikidata |
|        | Sénia de Pau                  | Miravet  | cabana       |         | 41° 02′ 40″ N, 0° 36′ 40″ E / 41.044524341858°N,0.611147666477522°E  |           |                     | Modifica les dades a Wikidata |
|        | Sénia del Motxo               | Miravet  | cabana       |         | 41° 02′ 50″ N, 0° 36′ 35″ E / 41.0471423188235°N,0.609696627262735°E |           |                     | Modifica les dades a Wikidata |
|        | caseta d'Ernesto              | Miravet  | cabana       |         | 41° 03′ 04″ N, 0° 36′ 32″ E / 41.0512146380348°N,0.608882863483627°E |           |                     | Modifica les dades a Wikidata |
|        | caseta d'Espart               | Miravet  | cabana       |         | 41° 01′ 24″ N, 0° 36′ 04″ E / 41.0231965564852°N,0.60122704849659°E  |           |                     | Modifica les dades a Wikidata |
|        | caseta de Boleta              | Miravet  | cabana       |         | 41° 00′ 23″ N, 0° 34′ 51″ E / 41.006284312251°N,0.580700308654616°E  |           |                     | Modifica les dades a Wikidata |
|        | caseta de Burrec              | Miravet  | cabana       |         | 41° 03′ 11″ N, 0° 36′ 23″ E / 41.053101545613°N,0.606494297529428°E  |           |                     | Modifica les dades a Wikidata |
|        | caseta de Cantando            | Miravet  | cabana       |         | 41° 02′ 21″ N, 0° 36′ 14″ E / 41.0391561252908°N,0.603776030660202°E |           |                     | Modifica les dades a Wikidata |
|        | caseta de Cantando            | Miravet  | cabana       |         | 41° 03′ 03″ N, 0° 35′ 55″ E / 41.0508496604846°N,0.598699420622221°E |           |                     | Modifica les dades a Wikidata |
|        | caseta de Cisco de Burot      | Miravet  | cabana       |         | 41° 03′ 03″ N, 0° 36′ 05″ E / 41.0509143999026°N,0.601374137588265°E |           |                     | Modifica les dades a Wikidata |
|        | caseta de Gregorio            | Miravet  | cabana       |         | 41° 02′ 33″ N, 0° 35′ 36″ E / 41.0423983429927°N,0.593391637091284°E |           |                     | Modifica les dades a Wikidata |
|        | caseta de Griell              | Miravet  | cabana       |         | 41° 02′ 33″ N, 0° 35′ 36″ E / 41.0423983429927°N,0.593391637091284°E |           |                     | Modifica les dades a Wikidata |
|        | caseta de Marga               | Miravet  | cabana       |         | 41° 03′ 09″ N, 0° 35′ 18″ E / 41.052425082247°N,0.58831432548116°E   |           |                     | Modifica les dades a Wikidata |
|        | caseta de Matiutrets          | Miravet  | cabana       |         | 41° 03′ 51″ N, 0° 32′ 49″ E / 41.0641090579625°N,0.547033058625172°E |           |                     | Modifica les dades a Wikidata |
|        | caseta de Mingo de Badia      | Miravet  | cabana       |         | 41° 01′ 17″ N, 0° 36′ 03″ E / 41.0212895753724°N,0.600915711659214°E |           |                     | Modifica les dades a Wikidata |
|        | caseta de Mingo del Raval     | Miravet  | cabana       |         | 41° 01′ 22″ N, 0° 36′ 05″ E / 41.0227782444002°N,0.601468203010869°E |           |                     | Modifica les dades a Wikidata |
|        | caseta de Minguilla           | Miravet  | cabana       |         | 41° 03′ 05″ N, 0° 36′ 06″ E / 41.0512733320292°N,0.601741835419038°E |           |                     | Modifica les dades a Wikidata |
|        | caseta de Motxo               | Miravet  | cabana       |         | 41° 03′ 15″ N, 0° 35′ 59″ E / 41.0542820618318°N,0.599597828480571°E |           |                     | Modifica les dades a Wikidata |
|        | caseta de Pep de Manet        | Miravet  | cabana       |         | 41° 00′ 38″ N, 0° 34′ 56″ E / 41.0105845724418°N,0.582171963259646°E |           |                     | Modifica les dades a Wikidata |
|        | caseta de Pere de Pasqual     | Miravet  | cabana       |         | 41° 04′ 04″ N, 0° 33′ 05″ E / 41.0677036400438°N,0.55130279208987°E  |           |                     | Modifica les dades a Wikidata |
|        | caseta de Ramon de l'Estany   | Miravet  | cabana       |         | 41° 00′ 26″ N, 0° 34′ 52″ E / 41.0073440698696°N,0.580982561616618°E |           |                     | Modifica les dades a Wikidata |
|        | caseta de Sánchez             | Miravet  | cabana       |         | 41° 01′ 59″ N, 0° 34′ 49″ E / 41.0330070201393°N,0.580209417565758°E |           |                     | Modifica les dades a Wikidata |
|        | caseta de Sénio               | Miravet  | cabana       |         | 41° 03′ 32″ N, 0° 35′ 11″ E / 41.0588500784233°N,0.58630649447391°E  |           |                     | Modifica les dades a Wikidata |
|        | caseta de Xafaringo           | Miravet  | cabana       |         | 41° 00′ 21″ N, 0° 35′ 06″ E / 41.0057727833185°N,0.5850826351672°E   |           |                     | Modifica les dades a Wikidata |
|        | caseta de l'Emilio del Pa     | Miravet  | cabana       |         | 41° 03′ 01″ N, 0° 35′ 59″ E / 41.0503511884575°N,0.599847864310308°E |           |                     | Modifica les dades a Wikidata |
|        | caseta de l'Espadilla         | Miravet  | cabana       |         | 41° 03′ 51″ N, 0° 35′ 18″ E / 41.0641862511935°N,0.588217666019824°E |           |                     | Modifica les dades a Wikidata |
|        | caseta de l'Eusebi            | Miravet  | cabana       |         | 41° 03′ 28″ N, 0° 34′ 25″ E / 41.0578807441042°N,0.57360966475389°E  |           |                     | Modifica les dades a Wikidata |
|        | caseta de la Lupe             | Miravet  | cabana       |         | 41° 02′ 56″ N, 0° 36′ 52″ E / 41.0488994315734°N,0.614511079744205°E |           |                     | Modifica les dades a Wikidata |
|        | caseta de les Mallades        | Miravet  | cabana       |         | 41° 00′ 43″ N, 0° 34′ 24″ E / 41.0118489721621°N,0.573338243640622°E |           |                     | Modifica les dades a Wikidata |
|        | caseta del Camionero          | Miravet  | cabana       |         | 41° 00′ 34″ N, 0° 34′ 54″ E / 41.0094478277204°N,0.581654684154096°E |           |                     | Modifica les dades a Wikidata |
|        | caseta del Llop               | Miravet  | cabana       |         | 41° 02′ 40″ N, 0° 35′ 40″ E / 41.0443497169915°N,0.594533991648279°E |           |                     | Modifica les dades a Wikidata |
|        | caseta del Mestre             | Miravet  | cabana       |         | 41° 02′ 07″ N, 0° 36′ 11″ E / 41.035239464149°N,0.60297841680456°E   |           |                     | Modifica les dades a Wikidata |
|        | caseta del Rasquerà           | Miravet  | cabana       |         | 41° 03′ 39″ N, 0° 32′ 21″ E / 41.0607184321338°N,0.539245747676488°E |           |                     | Modifica les dades a Wikidata |
|        | caseta del Reg                | Miravet  | cabana       |         | 41° 06′ 26″ N, 0° 38′ 21″ E / 41.107157878849°N,0.63902961603774°E   |           |                     | Modifica les dades a Wikidata |
|        | caseta del Santiago del Civil | Miravet  | cabana       |         | 41° 03′ 26″ N, 0° 32′ 27″ E / 41.0571106923449°N,0.540701089643657°E |           |                     | Modifica les dades a Wikidata |
|        | caseta del Zigzet             | Miravet  | cabana       |         | 41° 01′ 14″ N, 0° 34′ 05″ E / 41.0206440724819°N,0.567984699635264°E |           |                     | Modifica les dades a Wikidata |
|        | casetes de Llorèn             | Miravet  | cabana       |         | 41° 03′ 16″ N, 0° 32′ 42″ E / 41.0545730360338°N,0.545031589776675°E |           |                     | Modifica les dades a Wikidata |
|        | corral de Costa               | Miravet  | cabana       |         | 41° 03′ 15″ N, 0° 34′ 17″ E / 41.0541878607509°N,0.571472794133483°E |           |                     | Modifica les dades a Wikidata |
|        | la Sénia Gran                 | Miravet  | cabana       |         | 41° 02′ 54″ N, 0° 36′ 42″ E / 41.0482120049736°N,0.611763774167475°E |           |                     | Modifica les dades a Wikidata |

## casa
| imatge | Nom                                        | Ubicat a | instància de | Detalls                                  | coordenades                                                                       | Protecció                                  | Commons (més fotos)                        | Dades a WD                    |
| ------ | ------------------------------------------ | -------- | ------------ | ---------------------------------------- | --------------------------------------------------------------------------------- | ------------------------------------------ | ------------------------------------------ | ----------------------------- |
|        | Casa Costa                                 | Miravet  | casa         | Estil: arquitectura popular              | 41° 02′ 11″ N, 0° 35′ 50″ E / 41.036476°N,0.597234°E                              | bé integrant del patrimoni cultural català | Casa Costa (Miravet)                       | Modifica les dades a Wikidata |
|        | Portalada i escut al carrer de la Creu, 22 | Miravet  | casa         | Estil: arquitectura popular 17th century | 41° 02′ 26″ N, 0° 35′ 57″ E / 41.040486°N,0.599272°E ca:C. de la Creu, 22 24 msnm | bé integrant del patrimoni cultural català | Portalada i escut al carrer de la Creu, 22 | Modifica les dades a Wikidata |

## església
| imatge | Nom                      | Ubicat a | instància de | Detalls                                          | coordenades                                          | Protecció                                  | Commons (més fotos)                  | Dades a WD                    |
| ------ | ------------------------ | -------- | ------------ | ------------------------------------------------ | ---------------------------------------------------- | ------------------------------------------ | ------------------------------------ | ----------------------------- |
|        | Eslésia vella de Miravet | Miravet  | església     | Estil: arquitectura popular arquitectura barroca | 41° 02′ 09″ N, 0° 35′ 47″ E / 41.035956°N,0.596272°E | bé cultural d'interès local                | Església vella de Miravet            | Modifica les dades a Wikidata |
|        | la Immaculada            | Miravet  | església     |                                                  | 41° 02′ 20″ N, 0° 35′ 51″ E / 41.038982°N,0.597542°E | bé integrant del patrimoni cultural català | Església de la Immaculada de Miravet | Modifica les dades a Wikidata |

## forn de guix
| imatge | Nom                             | Ubicat a | instància de | Detalls                     | coordenades | Protecció                                  | Commons (més fotos) | Dades a WD                    |
| ------ | ------------------------------- | -------- | ------------ | --------------------------- | ----------- | ------------------------------------------ | ------------------- | ----------------------------- |
|        | Forn de guix de Llavateres I    | Miravet  | forn de guix | Estil: arquitectura popular |             | bé integrant del patrimoni cultural català |                     | Modifica les dades a Wikidata |
|        | Forn de guix de Llavateres II   | Miravet  | forn de guix | Estil: arquitectura popular |             | bé integrant del patrimoni cultural català |                     | Modifica les dades a Wikidata |
|        | Forn de guix del Mas del Reparo | Miravet  | forn de guix | Estil: arquitectura popular |             | bé integrant del patrimoni cultural català |                     | Modifica les dades a Wikidata |

## granja
| imatge | Nom                 | Ubicat a | instància de | Detalls | coordenades                                                          | Protecció | Commons (més fotos) | Dades a WD                    |
| ------ | ------------------- | -------- | ------------ | ------- | -------------------------------------------------------------------- | --------- | ------------------- | ----------------------------- |
|        | Granja de Floret    | Miravet  | granja       |         | 41° 02′ 35″ N, 0° 35′ 38″ E / 41.0431905504341°N,0.593802938818613°E |           |                     | Modifica les dades a Wikidata |
|        | Granja de Gorreta   | Miravet  | granja       |         | 41° 02′ 38″ N, 0° 36′ 35″ E / 41.0439070125764°N,0.60961151599996°E  |           |                     | Modifica les dades a Wikidata |
|        | Granja de Soler     | Miravet  | granja       |         | 41° 02′ 15″ N, 0° 35′ 09″ E / 41.0374915623881°N,0.585743117298051°E |           |                     | Modifica les dades a Wikidata |
|        | Granja del Barquer  | Miravet  | granja       |         | 41° 02′ 48″ N, 0° 36′ 02″ E / 41.0466522526772°N,0.600422552566255°E |           |                     | Modifica les dades a Wikidata |
|        | Granja del Patronet | Miravet  | granja       |         | 41° 02′ 16″ N, 0° 36′ 08″ E / 41.0377996901459°N,0.602219326668305°E |           |                     | Modifica les dades a Wikidata |
|        | Granja del Patrono  | Miravet  | granja       |         | 41° 03′ 15″ N, 0° 34′ 18″ E / 41.0540556175942°N,0.571608545222566°E |           |                     | Modifica les dades a Wikidata |
|        | Granja del Povet    | Miravet  | granja       |         | 41° 03′ 41″ N, 0° 34′ 23″ E / 41.0614244895962°N,0.572943853050558°E |           |                     | Modifica les dades a Wikidata |

## masia
| imatge | Nom                        | Ubicat a | instància de | Detalls | coordenades                                                          | Protecció | Commons (més fotos) | Dades a WD                    |
| ------ | -------------------------- | -------- | ------------ | ------- | -------------------------------------------------------------------- | --------- | ------------------- | ----------------------------- |
|        | Caseta d'Huguet            | Miravet  | masia        |         | 41° 02′ 25″ N, 0° 36′ 26″ E / 41.0402827980219°N,0.607280208652938°E |           |                     | Modifica les dades a Wikidata |
|        | Caseta de Ca Laio          | Miravet  | masia        |         | 41° 03′ 38″ N, 0° 34′ 33″ E / 41.0605050874193°N,0.575905022336056°E |           |                     | Modifica les dades a Wikidata |
|        | Caseta de Guerra           | Miravet  | masia        |         | 41° 03′ 08″ N, 0° 36′ 11″ E / 41.0521223009616°N,0.603150684836135°E |           |                     | Modifica les dades a Wikidata |
|        | Caseta de Miquelet         | Miravet  | masia        |         | 41° 00′ 33″ N, 0° 34′ 59″ E / 41.0092697478189°N,0.583040504945036°E |           |                     | Modifica les dades a Wikidata |
|        | Caseta de Tolim            | Miravet  | masia        |         | 41° 02′ 12″ N, 0° 36′ 33″ E / 41.0366892407295°N,0.609028206907267°E |           |                     | Modifica les dades a Wikidata |
|        | Caseta del Carnisser       | Miravet  | masia        |         | 41° 02′ 21″ N, 0° 33′ 37″ E / 41.0390523503911°N,0.560216878839095°E |           |                     | Modifica les dades a Wikidata |
|        | Corral de Sotorres         | Miravet  | masia        |         | 41° 02′ 05″ N, 0° 34′ 41″ E / 41.0347110793158°N,0.578148597975845°E |           |                     | Modifica les dades a Wikidata |
|        | Era de Guerra              | Miravet  | masia        |         | 41° 02′ 39″ N, 0° 35′ 47″ E / 41.0441344404761°N,0.596302571772389°E |           |                     | Modifica les dades a Wikidata |
|        | Mas de Berraco             | Miravet  | masia        |         | 41° 02′ 16″ N, 0° 33′ 38″ E / 41.037823882634°N,0.56047638932764°E   |           |                     | Modifica les dades a Wikidata |
|        | Mas de Burrec              | Miravet  | masia        |         | 41° 02′ 24″ N, 0° 33′ 02″ E / 41.040101730756°N,0.55049168541174°E   |           |                     | Modifica les dades a Wikidata |
|        | Mas de Busarany            | Miravet  | masia        |         | 41° 00′ 44″ N, 0° 35′ 13″ E / 41.012205260088°N,0.586869118310044°E  |           |                     | Modifica les dades a Wikidata |
|        | Mas de Cantando            | Miravet  | masia        |         | 41° 02′ 03″ N, 0° 34′ 29″ E / 41.0341085498938°N,0.574768712014943°E |           |                     | Modifica les dades a Wikidata |
|        | Mas de Cisco de les Codos  | Miravet  | masia        |         | 41° 01′ 07″ N, 0° 35′ 34″ E / 41.0187069455846°N,0.592827583639436°E |           |                     | Modifica les dades a Wikidata |
|        | Mas de Fatxenda            | Miravet  | masia        |         | 41° 04′ 04″ N, 0° 33′ 26″ E / 41.067829150897°N,0.557212978528331°E  |           |                     | Modifica les dades a Wikidata |
|        | Mas de Futxo               | Miravet  | masia        |         | 41° 03′ 29″ N, 0° 32′ 47″ E / 41.058025435154°N,0.54625669490769°E   |           |                     | Modifica les dades a Wikidata |
|        | Mas de Ganyante            | Miravet  | masia        |         | 41° 03′ 32″ N, 0° 34′ 56″ E / 41.05899803933°N,0.582195741381119°E   |           |                     | Modifica les dades a Wikidata |
|        | Mas de Garrofés            | Miravet  | masia        |         | 41° 02′ 43″ N, 0° 36′ 23″ E / 41.0454059135832°N,0.606321230704021°E |           |                     | Modifica les dades a Wikidata |
|        | Mas de Jardí               | Miravet  | masia        |         | 41° 02′ 13″ N, 0° 33′ 57″ E / 41.0368085230488°N,0.565700339848377°E |           |                     | Modifica les dades a Wikidata |
|        | Mas de Jaume de Pollo      | Miravet  | masia        |         | 41° 03′ 02″ N, 0° 36′ 47″ E / 41.0504617016892°N,0.612967366891162°E |           |                     | Modifica les dades a Wikidata |
|        | Mas de Joan del Sereno     | Miravet  | masia        |         | 41° 01′ 33″ N, 0° 34′ 11″ E / 41.0258417475685°N,0.5697201202203°E   |           |                     | Modifica les dades a Wikidata |
|        | Mas de Josep del Ferrer    | Miravet  | masia        |         | 41° 03′ 17″ N, 0° 35′ 40″ E / 41.0547601626793°N,0.594452061335512°E |           |                     | Modifica les dades a Wikidata |
|        | Mas de José                | Miravet  | masia        |         | 41° 03′ 55″ N, 0° 33′ 12″ E / 41.0651593379855°N,0.553218026359818°E |           |                     | Modifica les dades a Wikidata |
|        | Mas de Julio               | Miravet  | masia        |         | 41° 02′ 43″ N, 0° 36′ 29″ E / 41.0453806964603°N,0.608142402602268°E |           |                     | Modifica les dades a Wikidata |
|        | Mas de Julio de Paula      | Miravet  | masia        |         | 41° 02′ 52″ N, 0° 36′ 32″ E / 41.0477108059688°N,0.608878908451088°E |           |                     | Modifica les dades a Wikidata |
|        | Mas de Lupe                | Miravet  | masia        |         | 41° 02′ 59″ N, 0° 36′ 47″ E / 41.0496144389851°N,0.612938516282642°E |           |                     | Modifica les dades a Wikidata |
|        | Mas de Manel de Xec        | Miravet  | masia        |         | 41° 02′ 59″ N, 0° 36′ 34″ E / 41.0496881722486°N,0.609544951066161°E |           |                     | Modifica les dades a Wikidata |
|        | Mas de Margot              | Miravet  | masia        |         | 41° 03′ 46″ N, 0° 33′ 42″ E / 41.0628511340766°N,0.56159806993104°E  |           |                     | Modifica les dades a Wikidata |
|        | Mas de Mariolet            | Miravet  | masia        |         | 41° 03′ 03″ N, 0° 32′ 33″ E / 41.0507640607695°N,0.542543806559429°E |           |                     | Modifica les dades a Wikidata |
|        | Mas de Modesto             | Miravet  | masia        |         | 41° 02′ 37″ N, 0° 36′ 18″ E / 41.0435159186062°N,0.605093005381959°E |           |                     | Modifica les dades a Wikidata |
|        | Mas de Molleda             | Miravet  | masia        |         | 41° 03′ 31″ N, 0° 35′ 32″ E / 41.0585622498163°N,0.592350052100304°E |           |                     | Modifica les dades a Wikidata |
|        | Mas de Mollo               | Miravet  | masia        |         | 41° 03′ 21″ N, 0° 32′ 31″ E / 41.0558683651909°N,0.541996773693263°E |           |                     | Modifica les dades a Wikidata |
|        | Mas de Paco de Calàndria   | Miravet  | masia        |         | 41° 02′ 20″ N, 0° 34′ 01″ E / 41.0389714173317°N,0.567036219240304°E |           |                     | Modifica les dades a Wikidata |
|        | Mas de Pegna               | Miravet  | masia        |         | 41° 01′ 38″ N, 0° 35′ 28″ E / 41.0272118388884°N,0.591209386465496°E |           |                     | Modifica les dades a Wikidata |
|        | Mas de Pepe                | Miravet  | masia        |         | 41° 03′ 36″ N, 0° 34′ 58″ E / 41.0599295280575°N,0.582804194293893°E |           |                     | Modifica les dades a Wikidata |
|        | Mas de Pino                | Miravet  | masia        |         | 41° 02′ 58″ N, 0° 36′ 39″ E / 41.0495420810853°N,0.610751925726539°E |           |                     | Modifica les dades a Wikidata |
|        | Mas de Platilles           | Miravet  | masia        |         | 41° 03′ 13″ N, 0° 35′ 17″ E / 41.053504498962°N,0.58806922294175°E   |           |                     | Modifica les dades a Wikidata |
|        | Mas de Reparo              | Miravet  | masia        |         | 41° 01′ 55″ N, 0° 35′ 53″ E / 41.0319573881719°N,0.598054185482048°E |           |                     | Modifica les dades a Wikidata |
|        | Mas de Sebastianet         | Miravet  | masia        |         | 41° 03′ 30″ N, 0° 32′ 02″ E / 41.0582794948695°N,0.533862999894152°E |           |                     | Modifica les dades a Wikidata |
|        | Mas de Simó                | Miravet  | masia        |         | 41° 02′ 47″ N, 0° 36′ 31″ E / 41.0462818471603°N,0.608597541758316°E |           |                     | Modifica les dades a Wikidata |
|        | Mas de Sorrall             | Miravet  | masia        |         | 41° 02′ 33″ N, 0° 36′ 29″ E / 41.042569639033°N,0.60810147944739°E   |           |                     | Modifica les dades a Wikidata |
|        | Mas de Tino                | Miravet  | masia        |         | 41° 03′ 53″ N, 0° 33′ 36″ E / 41.0647431261197°N,0.559921567959383°E |           |                     | Modifica les dades a Wikidata |
|        | Mas de Tomàs de Maria      | Miravet  | masia        |         | 41° 00′ 19″ N, 0° 34′ 53″ E / 41.0053357612734°N,0.581424631832311°E |           |                     | Modifica les dades a Wikidata |
|        | Mas de Tonet               | Miravet  | masia        |         | 41° 01′ 39″ N, 0° 34′ 25″ E / 41.0275546929665°N,0.573641543358273°E |           |                     | Modifica les dades a Wikidata |
|        | Mas de l'Assaludador       | Miravet  | masia        |         | 41° 03′ 34″ N, 0° 35′ 20″ E / 41.0595421380435°N,0.58881580339264°E  |           |                     | Modifica les dades a Wikidata |
|        | Mas de l'Enric de Torà     | Miravet  | masia        |         | 41° 03′ 10″ N, 0° 36′ 00″ E / 41.0528472275211°N,0.599899879703385°E |           |                     | Modifica les dades a Wikidata |
|        | Mas de l'Enriquet          | Miravet  | masia        |         | 41° 02′ 39″ N, 0° 33′ 43″ E / 41.0442483624235°N,0.561868882421956°E |           |                     | Modifica les dades a Wikidata |
|        | Mas de l'Illa              | Miravet  | masia        |         | 41° 02′ 42″ N, 0° 37′ 13″ E / 41.0451263678871°N,0.620215246686918°E |           |                     | Modifica les dades a Wikidata |
|        | Mas de la Ripit            | Miravet  | masia        |         | 41° 03′ 21″ N, 0° 35′ 59″ E / 41.0557783303907°N,0.599650497086749°E |           |                     | Modifica les dades a Wikidata |
|        | Mas de les Berres          | Miravet  | masia        |         | 41° 03′ 08″ N, 0° 34′ 15″ E / 41.0523483157193°N,0.570945564774794°E |           |                     | Modifica les dades a Wikidata |
|        | Mas de les Patacàries      | Miravet  | masia        |         | 41° 02′ 57″ N, 0° 36′ 34″ E / 41.0490761514592°N,0.609567114310481°E |           |                     | Modifica les dades a Wikidata |
|        | Mas del Cap de Segarra     | Miravet  | masia        |         | 41° 01′ 52″ N, 0° 35′ 38″ E / 41.0309995325147°N,0.594021098090253°E |           |                     | Modifica les dades a Wikidata |
|        | Mas del Capità             | Miravet  | masia        |         | 41° 03′ 25″ N, 0° 36′ 07″ E / 41.0570523930395°N,0.60200779573686°E  |           |                     | Modifica les dades a Wikidata |
|        | Mas del Carnisser          | Miravet  | masia        |         | 41° 02′ 26″ N, 0° 33′ 47″ E / 41.0405°N,0.562969°E                   |           |                     | Modifica les dades a Wikidata |
|        | Mas del Civil              | Miravet  | masia        |         | 41° 03′ 06″ N, 0° 34′ 55″ E / 41.0516317164932°N,0.581834993111479°E |           |                     | Modifica les dades a Wikidata |
|        | Mas del Jaume del Rasquerà | Miravet  | masia        |         | 41° 03′ 27″ N, 0° 36′ 13″ E / 41.0575355673359°N,0.603584743983781°E |           |                     | Modifica les dades a Wikidata |
|        | Mas del Moro               | Miravet  | masia        |         | 41° 03′ 40″ N, 0° 33′ 55″ E / 41.061129145154°N,0.56518090877606°E   |           |                     | Modifica les dades a Wikidata |
|        | Mas del Pelero             | Miravet  | masia        |         | 41° 03′ 27″ N, 0° 35′ 00″ E / 41.0573799828382°N,0.583206965201576°E |           |                     | Modifica les dades a Wikidata |
|        | Mas del Pere de Garí       | Miravet  | masia        |         | 41° 03′ 01″ N, 0° 34′ 44″ E / 41.0501550100929°N,0.578855118475412°E |           |                     | Modifica les dades a Wikidata |
|        | Mas del Solador            | Miravet  | masia        |         | 41° 02′ 25″ N, 0° 33′ 01″ E / 41.04021667°N,0.55035861°E             |           |                     | Modifica les dades a Wikidata |
|        | Maset de Pino              | Miravet  | masia        |         | 41° 01′ 24″ N, 0° 35′ 00″ E / 41.0234092340211°N,0.583391528816709°E |           |                     | Modifica les dades a Wikidata |
|        | Maset del Viverista        | Miravet  | masia        |         | 41° 03′ 09″ N, 0° 36′ 16″ E / 41.0525340477577°N,0.604325572092379°E |           |                     | Modifica les dades a Wikidata |
|        | Sénia d'Huguet             | Miravet  | masia        |         | 41° 02′ 26″ N, 0° 36′ 22″ E / 41.0405711327653°N,0.60598496654569°E  |           |                     | Modifica les dades a Wikidata |
|        | Sénia de Canals            | Miravet  | masia        |         | 41° 02′ 27″ N, 0° 36′ 38″ E / 41.0409629263258°N,0.610538945528816°E |           |                     | Modifica les dades a Wikidata |
|        | Sénia de Cantando          | Miravet  | masia        |         | 41° 02′ 23″ N, 0° 36′ 15″ E / 41.0397020769147°N,0.604041724939607°E |           |                     | Modifica les dades a Wikidata |
|        | Sénia de Cuenca            | Miravet  | masia        |         | 41° 02′ 06″ N, 0° 36′ 12″ E / 41.0349021526825°N,0.603216668409785°E |           |                     | Modifica les dades a Wikidata |
|        | Sénia de Ganyarte          | Miravet  | masia        |         | 41° 02′ 27″ N, 0° 36′ 28″ E / 41.0407368987415°N,0.607894255996376°E |           |                     | Modifica les dades a Wikidata |
|        | Sénia de Margarito         | Miravet  | masia        |         | 41° 02′ 29″ N, 0° 36′ 36″ E / 41.0414295851935°N,0.610022409327411°E |           |                     | Modifica les dades a Wikidata |
|        | Sénia de Marçal            | Miravet  | masia        |         | 41° 02′ 12″ N, 0° 36′ 06″ E / 41.0366347867132°N,0.601643055373432°E |           |                     | Modifica les dades a Wikidata |
|        | Sénia de Nyeques           | Miravet  | masia        |         | 41° 02′ 24″ N, 0° 36′ 25″ E / 41.0399764038052°N,0.606839258032298°E |           |                     | Modifica les dades a Wikidata |
|        | Sénia de Pandur            | Miravet  | masia        |         | 41° 02′ 02″ N, 0° 36′ 17″ E / 41.0338255275938°N,0.604718826365312°E |           |                     | Modifica les dades a Wikidata |
|        | Sénia de Pere Costa        | Miravet  | masia        |         | 41° 02′ 23″ N, 0° 36′ 15″ E / 41.0398410372291°N,0.604227020508261°E |           |                     | Modifica les dades a Wikidata |
|        | Sénia de Presco            | Miravet  | masia        |         | 41° 02′ 07″ N, 0° 36′ 16″ E / 41.0353428699902°N,0.604485365942422°E |           |                     | Modifica les dades a Wikidata |
|        | Sénia de Ricard            | Miravet  | masia        |         | 41° 01′ 38″ N, 0° 35′ 09″ E / 41.0271781411713°N,0.585727572302547°E |           |                     | Modifica les dades a Wikidata |
|        | Sénia de Sorral            | Miravet  | masia        |         | 41° 01′ 42″ N, 0° 35′ 07″ E / 41.0282061869124°N,0.585356968887289°E |           |                     | Modifica les dades a Wikidata |
|        | Sénia de la Cantera        | Miravet  | masia        |         | 41° 02′ 19″ N, 0° 36′ 11″ E / 41.0386990354211°N,0.603019383849485°E |           |                     | Modifica les dades a Wikidata |
|        | Sénia de la Coixa          | Miravet  | masia        |         | 41° 02′ 06″ N, 0° 36′ 22″ E / 41.0348926837762°N,0.606226501000661°E |           |                     | Modifica les dades a Wikidata |
|        | Sénia de la Torre          | Miravet  | masia        |         | 41° 02′ 19″ N, 0° 36′ 12″ E / 41.0386329695076°N,0.603307283214536°E |           |                     | Modifica les dades a Wikidata |
|        | Sénia del Pelegrí          | Miravet  | masia        |         | 41° 02′ 16″ N, 0° 36′ 03″ E / 41.0378337331265°N,0.600826289010763°E |           |                     | Modifica les dades a Wikidata |
|        | Xalet de Pujol             | Miravet  | masia        |         | 41° 02′ 35″ N, 0° 36′ 08″ E / 41.0431505529923°N,0.602251049886288°E |           |                     | Modifica les dades a Wikidata |
|        | Xalet de les Blores        | Miravet  | masia        |         | 41° 01′ 30″ N, 0° 35′ 12″ E / 41.0249187751074°N,0.586654569068981°E |           |                     | Modifica les dades a Wikidata |
|        | Xesa                       | Miravet  | masia        |         | 41° 00′ 20″ N, 0° 34′ 23″ E / 41.005454717745°N,0.57317741672962°E   |           |                     | Modifica les dades a Wikidata |
|        | la Guixera                 | Miravet  | masia        |         | 41° 03′ 37″ N, 0° 33′ 49″ E / 41.0603101652509°N,0.563679231770501°E |           |                     | Modifica les dades a Wikidata |
|        | la Vinyassa                | Miravet  | masia        |         | 41° 02′ 48″ N, 0° 36′ 23″ E / 41.046678907298°N,0.60646543151797°E   |           |                     | Modifica les dades a Wikidata |
|        | les Terrisseries           | Miravet  | masia        |         | 41° 02′ 29″ N, 0° 36′ 23″ E / 41.041276314687°N,0.60636032601742°E   |           |                     | Modifica les dades a Wikidata |
|        | lo Cau del Llop            | Miravet  | masia        |         | 41° 03′ 21″ N, 0° 33′ 51″ E / 41.055704060368°N,0.56419119963775°E   |           |                     | Modifica les dades a Wikidata |

## molí d'aigua
| imatge | Nom         | Ubicat a | instància de | Detalls                     | coordenades                                          | Protecció                                  | Commons (més fotos)   | Dades a WD                    |
| ------ | ----------- | -------- | ------------ | --------------------------- | ---------------------------------------------------- | ------------------------------------------ | --------------------- | ----------------------------- |
|        | Lo Molinot  | Miravet  | molí d'aigua | Estil: arquitectura popular | 41° 01′ 42″ N, 0° 35′ 19″ E / 41.028427°N,0.588749°E | bé integrant del patrimoni cultural català | Lo Molinot (Miravet)  | Modifica les dades a Wikidata |
|        | molí Salat  | Miravet  | molí d'aigua | Estil: arquitectura popular | 41° 02′ 10″ N, 0° 35′ 49″ E / 41.036212°N,0.597078°E | bé integrant del patrimoni cultural català | Molí Salat (Miravet)  | Modifica les dades a Wikidata |
|        | molí de Xim | Miravet  | molí d'aigua | Estil: arquitectura popular | 41° 02′ 21″ N, 0° 35′ 50″ E / 41.039225°N,0.597117°E | bé integrant del patrimoni cultural català | Molí de Xim (Miravet) | Modifica les dades a Wikidata |

## muntanya
| imatge | Nom            | Ubicat a                  | instància de | Detalls | coordenades                                                         | Protecció | Commons (més fotos) | Dades a WD                    |
| ------ | -------------- | ------------------------- | ------------ | ------- | ------------------------------------------------------------------- | --------- | ------------------- | ----------------------------- |
|        | Mola del Broi  | el Pinell de Brai Miravet | muntanya     |         | 41° 01′ 59″ N, 0° 33′ 24″ E / 41.03319444°N,0.55654167°E 350.8 msnm |           |                     | Modifica les dades a Wikidata |
|        | Roca Folletera | Miravet Benifallet        | muntanya     |         | 41° 00′ 41″ N, 0° 33′ 36″ E / 41.01127778°N,0.55988889°E 203.2 msnm |           |                     | Modifica les dades a Wikidata |
|        | la Covalta     | Miravet                   | muntanya     |         | 41° 01′ 56″ N, 0° 34′ 59″ E / 41.0322°N,0.583061°E 215.4 msnm       |           |                     | Modifica les dades a Wikidata |
|        | la Talaia      | el Pinell de Brai Miravet | muntanya     |         | 41° 00′ 58″ N, 0° 33′ 43″ E / 41.01619444°N,0.56205556°E 391.4 msnm |           |                     | Modifica les dades a Wikidata |

## Misc
| imatge | Nom                                             | Ubicat a                                    | instància de                                   | Detalls                                                  | coordenades                                                                                         | Protecció                                            | Commons (més fotos)                             | Dades a WD                    |
| ------ | ----------------------------------------------- | ------------------------------------------- | ---------------------------------------------- | -------------------------------------------------------- | --------------------------------------------------------------------------------------------------- | ---------------------------------------------------- | ----------------------------------------------- | ----------------------------- |
|        | Cap de la Vila                                  | Miravet                                     | centre històric                                | Estil: arquitectura popular                              | 41° 02′ 10″ N, 0° 35′ 45″ E / 41.036058°N,0.595947°E                                                | bé integrant del patrimoni cultural català           | Cap de la Vila (Miravet)                        | Modifica les dades a Wikidata |
|        | Cova Roja                                       | Miravet                                     | cova                                           |                                                          | 41° 01′ 16″ N, 0° 34′ 55″ E / 41.0210102686821°N,0.581957005674245°E                                |                                                      |                                                 | Modifica les dades a Wikidata |
|        | Drassana                                        | Miravet                                     | edifici                                        | Estil: arquitectura popular                              | 41° 02′ 12″ N, 0° 35′ 51″ E / 41.036638°N,0.597627°E                                                | bé integrant del patrimoni cultural català           | Drassana (Miravet)                              | Modifica les dades a Wikidata |
|        | Ebre                                            | Cantàbria País Basc Navarra Aragó Catalunya | riu                                            | Desemboca: mar Mediterrània Llarg: 910km Conca: 86800km² | 43° 02′ 15″ N, 4° 22′ 12″ O / 43.0375°N,4.37°O 40° 43′ 43″ N, 0° 52′ 09″ E / 40.728527°N,0.869293°E |                                                      | Ebro River                                      | Modifica les dades a Wikidata |
|        | Escut de la Casa Costa a Casa Joan de la Leonor | Miravet                                     | escut d'armes                                  | Estil: arquitectura popular                              | 41° 02′ 13″ N, 0° 35′ 50″ E / 41.036847°N,0.597316°E                                                | bé integrant del patrimoni cultural català           | Escut de la Casa Costa a Casa Joan de la Leonor | Modifica les dades a Wikidata |
|        | Illa de Miravet                                 | Miravet                                     | zona humida                                    |                                                          | 41° 01′ 56″ N, 0° 36′ 10″ E / 41.0322°N,0.602751°E                                                  |                                                      | Illa de Miravet                                 | Modifica les dades a Wikidata |
|        | Miravet                                         | Miravet                                     | entitat singular de població capital municipal | 683 hab                                                  | 41° 02′ 21″ N, 0° 35′ 48″ E / 41.0393°N,0.59665°E 27 msnm                                           |                                                      |                                                 | Modifica les dades a Wikidata |
|        | Pas de Barca de Miravet                         | Miravet                                     | transbordador                                  | 1946 Travessa: Ebre                                      | 41° 01′ 57″ N, 0° 36′ 31″ E / 41.032452777778°N,0.60865555555556°E                                  |                                                      | Pas de barca de Miravet                         | Modifica les dades a Wikidata |
|        | Pedrera de Miravet                              | Miravet                                     | pedrera                                        |                                                          | 41° 02′ 24″ N, 0° 35′ 38″ E / 41.0399934873443°N,0.593824274714202°E                                |                                                      |                                                 | Modifica les dades a Wikidata |
|        | Pont de les Eixugueres                          | Miravet                                     | pont                                           |                                                          | 41° 02′ 53″ N, 0° 35′ 40″ E / 41.0480692871367°N,0.59451743372897°E                                 |                                                      |                                                 | Modifica les dades a Wikidata |
|        | Porta de l'Aljama                               | Miravet                                     | porta de ciutat                                | Estil: arquitectura popular                              | 41° 02′ 10″ N, 0° 35′ 46″ E / 41.036104°N,0.595999°E                                                | bé integrant del patrimoni cultural català           | Porta de l'antiga Aljama (Miravet)              | Modifica les dades a Wikidata |
|        | Portal del Motxo                                | Miravet                                     | passatge                                       | Estil: arquitectura popular                              | 41° 02′ 10″ N, 0° 35′ 49″ E / 41.036167°N,0.596853°E                                                | bé integrant del patrimoni cultural català           | Portal del Motxo (Miravet)                      | Modifica les dades a Wikidata |
|        | Raval dels Canterers                            | Miravet                                     | carrer                                         | Estil: arquitectura popular                              | 41° 02′ 31″ N, 0° 36′ 15″ E / 41.042013°N,0.604224°E                                                | bé integrant del patrimoni cultural català           | Raval dels Canterers (Miravet)                  | Modifica les dades a Wikidata |
|        | Torreta del Cap de la Vila                      | Miravet                                     | torre de defensa                               | Estil: arquitectura popular                              | 41° 02′ 11″ N, 0° 35′ 49″ E / 41.03637°N,0.59688°E                                                  | bé integrant del patrimoni cultural català           | Torreta del Cap de la Vila                      | Modifica les dades a Wikidata |
|        | casa consistorial de Miravet                    | Miravet                                     | casa consistorial                              |                                                          | 41° 02′ 17″ N, 0° 35′ 52″ E / 41.0379178°N,0.5977863°E                                              |                                                      | Town hall of Miravet                            | Modifica les dades a Wikidata |
|        | castell de Miravet                              | Miravet                                     | castell                                        | Estil: arquitectura romànica                             | 41° 02′ 08″ N, 0° 35′ 37″ E / 41.0356°N,0.593611°E ca:Camí del Castell 115 msnm                     | bé d'interès cultural bé cultural d'interès nacional | Castell de Miravet                              | Modifica les dades a Wikidata |
|        | cementiri de Miravet                            | Miravet                                     | cementiri                                      |                                                          | 41° 02′ 38″ N, 0° 35′ 49″ E / 41.0438305948456°N,0.596848990656292°E                                |                                                      |                                                 | Modifica les dades a Wikidata |
|        | l'Illa de Putxó                                 | Miravet                                     | nucli de població                              |                                                          | 41° 02′ 46″ N, 0° 37′ 05″ E / 41.046022876436°N,0.6180853462555°E                                   |                                                      |                                                 | Modifica les dades a Wikidata |
|        | la Talaia                                       | Miravet                                     | torre de sentinella                            | Estil: arquitectura popular                              | 41° 00′ 58″ N, 0° 33′ 43″ E / 41.01622°N,0.562°E                                                    | bé integrant del patrimoni cultural català           |                                                 | Modifica les dades a Wikidata |
|        | muntanya de Pegna                               | Miravet                                     | serra                                          |                                                          | 41° 01′ 15″ N, 0° 35′ 38″ E / 41.02077778°N,0.59384722°E 152 msnm                                   |                                                      |                                                 | Modifica les dades a Wikidata |